# O sanctissima

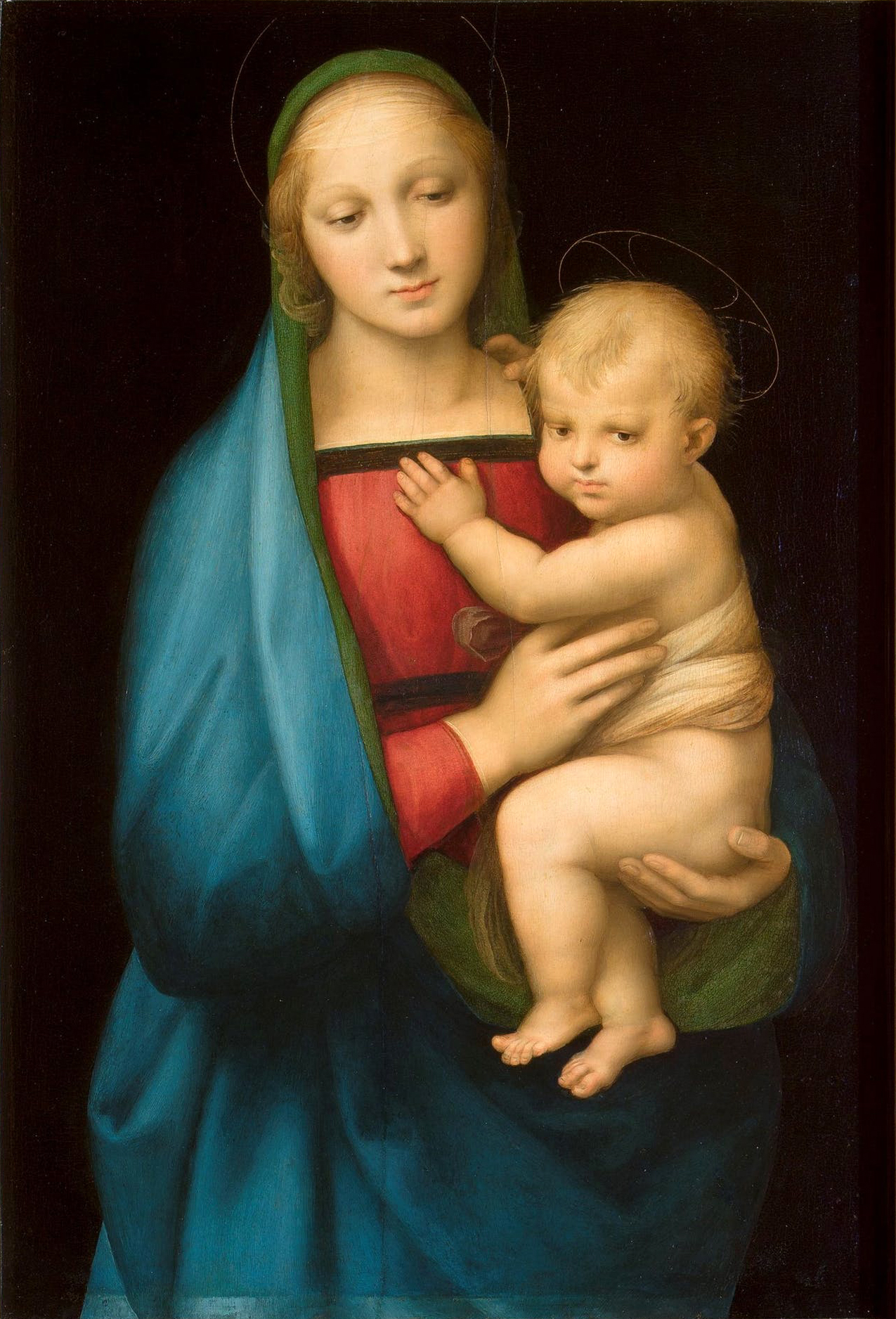
Raffaelova madona

O sanctissima (doslova Ó, nejsvětější, v češtině ale jako Matko přesvatá) je známá duchovní píseň, jejíž původní text (latinský) i nápěv pochází pravděpodobně ze Sicílie. V různých evropských jazycích existují k témuž nápěvu dvě obsahově různé verze; vedle původní mariánské invokace (tak v původní latině a dále ve francouzštině a češtině) jde v jiných jazycích (v němčině, švédštině nebo ruštině) o koledu (v němčině jde o jednu z nejznámějších koled vůbec – O du fröhliche). V angličtině existuje patrně mariánská i vánoční verze. V češtině se píseň jmenuje jednak Matko přesvatá a v Kancionálu nakladatelství Zvon má číslo 808, jednak Ó ty radostný čase vánoční a ve zpěvníku Českobratrské církve evangelické má číslo 299. S českým textem Eduarda Krečmara nazpíval skladbu Karel Gott pod názvem Moudré smíření pro své album Bílé vánoce (1982).

## Slova první sloky
latinsky

O Sanctissima, O Piissima

Dulcis Virgo Maria

Mater amata, Intemerata

Ora, Ora Pro Nobis

česky

Matko přesvatá, láskou bohatá,

zdrávas, Panno Maria.

Panno přečistá, ochrano jistá,

oroduj za nás, ó Maria.

německy

O du fröhliche, o du selige,

gnadenbringende Weihnachtszeit!

Welt ging verloren, Christ ist geboren:

Freue, freue dich, o Christenheit!

rusky

Полный благости, полный радости

Благодатный день Рождества!

Мир грехом томился,

Вот Христос родился,

Верующим всем – день торжества!